# Баранівці
Барані́вці — село в  Україні, у Бісковицькій сільській громаді Самбірського району Львівської області. Невелике село на північ від міста Самбір, розташоване за 2 км на схід від дороги Мостиська — Самбір (від с. Воля-Баранецька). На західній околиці села існує населений пункт Малі Баранівці.

## Населення

### Мова
Розподіл населення за рідною мовою за даними перепису 2001 року:
| Мова       | Кількість | Відсоток |
| ---------- | --------- | -------- |
| українська | 677       | 99.85%   |
| російська  | 1         | 0.15%    |
| Усього     | 678       | 100%     |

## Історія

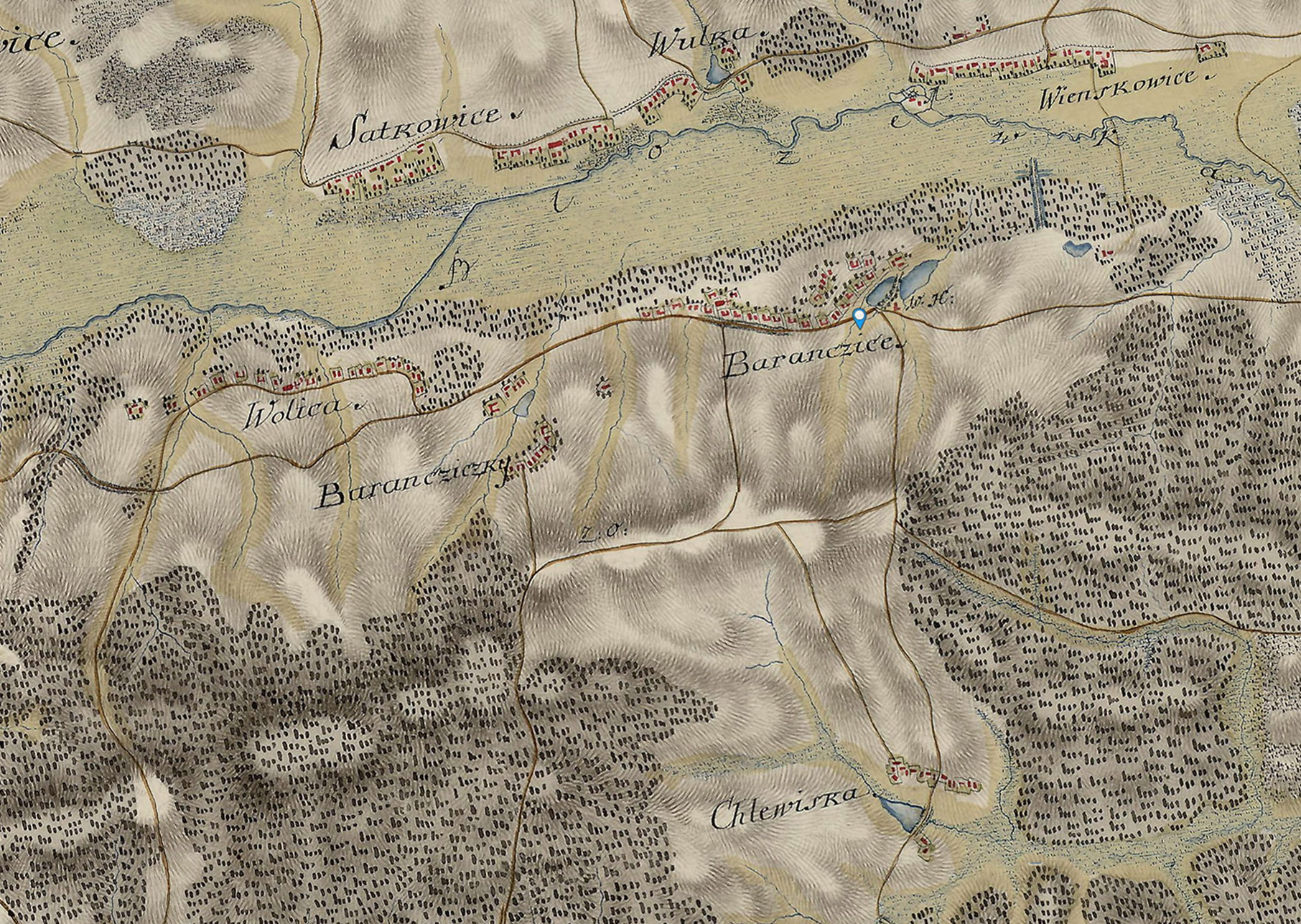
Місцевість навколо села Баранівці в 1787 році

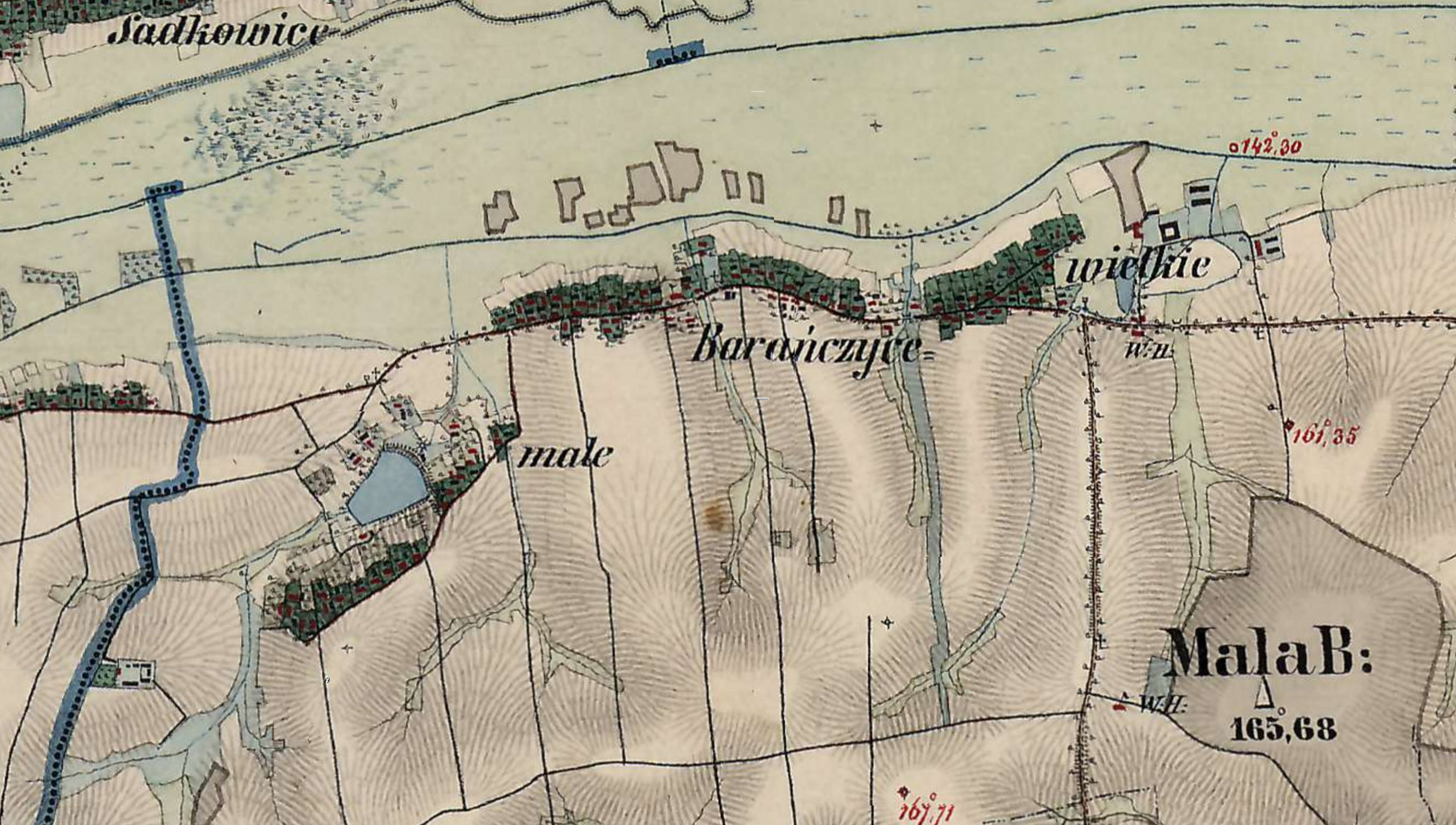
Місцевість навколо села Баранівці в 1869 році

Колись Баранівці називали Баранчичі. Історія села Баранівці починається з 1427 року, коли Матвій з Баранчич гербу Тробки і Хаць з Баранчич були учасниками шляхетського з'їзду.
З 1460-70-х роках цей шляхетський осідок розпадається на два окремі села — Баранчиці Великі і Малі й стає очевидним, що їхні власники скоріш за все належали до двох різних родів. З одного боку це були Ковиницькі, осілі в Баранчичах Великих та власне Баранецькі — які осідли у Баранчицях Малих. Сини Матвія ще звуться Баранецькими або з Баранчич. Наступні покоління вже відомі як Ковиницькі. Власники Баранчич Малих на сторінках перемишльських актів з'являються не з такою регулярністю як їхні сусіди Ковиницькі, тому важко сказати ким доводилися один одному Федір (1474, 1480, 1498), Андрій (1475), Михно (1474). Безпосередньо родовід Баранецьких, що мешкали в різних частинах Перемишльської землі впродовж XVI-XVIII століть вдається прослідкувати з другої чверті XVI століття, починаючи від Михайла, священника Грицька, Хоми, Кузьми та племінників котрогось з них — Васька і Яцька. Цікаво, що дехто з них згадується у середині XVI століття як власник часток у с. Кальнофости та подеколи прямо записаний як Кальнофойський . На жаль, відсутність більш докладної генеалогічної інформації не дозволяє говорити щось на певно про спорідненість між Баранецькими і Кальнофойськими та стверджувати про їхнє спільне походження.
8 квітня 1551 року відомий український священик, син шляхтянки Ядвіги Баранецької, дочки православного священика, полеміст Станіслав Оріховський записав село дружині «оправу» на дідичних сільцях Баранчиці (під Самбором) і Журавиця.
В 1785 році площа села була 14,82 км² і тут мешкало 507 осіб, з яких 417 було греко-католиків, 70 католиків, 20 юдеїв.
В 1900 році площа села становила 717 гектарів, мешкало 1185 людей, з яких 622 чоловіки і 563 жінки. В релігії переважали греко-католики 1115, а також були 50 юдеїв і 20 католиків. Мовою спілкування була українська, нею володіли 1175 чоловік, 10 людей говорили польською. Господарка складалася з 164 коней, 414 одиниць худоби, 185 свиней, 668 гектарів ораних земель, 306 гектарів пасовищ, 17 гектарів садів, 125 гектарів сінокосу, 340 гектарів лісу.
З 1 серпня 1934 року Баранівці стають центром ґміни у Самбірському повіті Дру́гої Речі Посполи́тої. До неї увійшли сільські громади: Баранчиці, Бірчиці Нові, Бірчиці Старі, Хлєвіска, Корничі, Ковиничі, Містковичі, Садковичі, Вєцковіце, Воля Баранецька, Зарайско. У 1934 році територія ґміни становила 73,88 км². Населення ґміни станом на 1931 рік становило 8 243 особи. Налічувалось 1 393 житлові будинки.
На 1 січня 1939 року населення села становило 1730 осіб.

## Пам'ятки

### Церква
Бані дерев'яної церкви видно за декілька кілометрів до села з північної сторони. Храм стоїть у центрі поселення, неподалік дороги, з якої вхід на церковне подвір'я через муровану надбрамну огорожу. Вперше місцева церква згадується в документах 1510 року. У 1587 році отримала привілей від Грицька Желіборського. В 1753 році була збудована дерев'яна церква, що простояла до 1873 року, у якому поставили нову, теж дерев'яну. Існуючий храм збудований на місці попереднього у 1927 році. Зачинений у 1962—1989 роках. Зовні ремонтований у 1992 році. Будівля стоїть на пологому схилі. У сонячний день легко зауважити, що головна вісь храму розташована з півночі на південь. За конструкцією церква хрещата в плані, по периметру оточена піддашшям, до вівтаря симетрично прибудовані ризниці. Стіни підопасання горизонтально покриті дошками, надопасання — вертикально шальовані дошками, стіни восьмериків під верхами покриті фарбованою бляхою. Крім головного входу в бабинець з півдня, існує боковий у східному крилі нави. На центральних дверях церкви видно дату «1926». Очевидно, у цьому році розпочали її будівництво. Не можливо не помітити, що у стінах надопасання церкви усі вікна розташовані парно. Світловий восьмерик нави завершує невисока баня з ліхтарем і маківкою. Над бабинцем та вівтарем існує таке саме завершення, тільки нижче по висоті. На гребенях двосхилих дахів східного і західного крила нави влаштовані восьмибічні вежі з маківками. Зі сходу від церкви стоїть закрита мурована каплиця. На південний захід від святині побачите дерев'яну двоярусну дзвіницю, з підсябиттям і великими арочними отворами на другому ярусі, накриту наметовим дахом з ліхтарем і маківкою. З трьох сторін до храму прилягає цвинтар.
З 1828 по 1939 рік в селі служили такі греко-католицькі священники
- Юрій Горчицький (1828-1831)
- Атанасій Ямінський (1831-1839)
- Антін Пашкевич (1839-1857)
- Микола Струсевич (1857-1878)
- Павло Винницький (1878-1879)
- Теофіл Калужняцький (1879-1884)
- Маркель Криницький (1184-1905)
- Іван Лісикевич (1906-1939)

В 1989 році двері церкви було знову відчинено. Церква відродилась як УАПЦ, а з січня 2019 ПЦУ. Постійним священником є Іван Фляк.
На сайті Баранівецького НВК є оцифровані церковні книги з 1782 по 1908 рік.

## Відомі люди

### Народилися
- Сорохтей Осип Йосафатович — український маляр, графік, карикатурист, педагог.
- Левицький Йосип Іванович — педагог та перекладач.
- Оліярник Христина Олексіївна — доярка колгоспу, Герой Соціалістичної Праці.